# Communauté de communes Ardre et Châtillonnais
La Communauté de communes Ardre et Châtillonais est une ancienne communauté de communes française, située dans le département de la Marne et la région Grand Est.

## Histoire
Conformément aux prévisions du schéma départemental de coopération intercommunale (SDCI) de la Marne du 15 décembre 2011, la communauté de communes est issue de la fusion, le 1er janvier 2014, de la communauté de communes Ardre et Tardenois et de la communauté de communes du Châtillonnais.
Conformément aux prévisions du schéma départemental de coopération intercommunale (SDCI) de la Marne du 30 mars 2016, la communauté de communes est dissoute le 1er janvier 2017.
- dix-huit des vingt-six communes rejoignent la communauté urbaine du Grand Reims (Anthenay, Aougny, Bligny, Brouillet, Chambrecy, Chaumuzy, Cuisles, Jonquery, Lagery, Lhéry, Marfaux, Olizy, Poilly, Pourcy, Romigny, Sarcy, Tramery et Ville-en-Tardenois)
- Les huit autres communes rejoignent la nouvelle communauté de communes des Paysages de la Champagne (Baslieux-sous-Châtillon, Belval-sous-Châtillon, Champlat-Boujacourt, Châtillon-sur-Marne, Cuchery, La Neuville-aux-Larris, Passy-Grigny et Vandières).

## Territoire communautaire

### Composition
La communauté de communes était composée de 26 communes, dont les principales sont Châtillon-sur-Marne et Ville-en-Tardenois :
| Nom                        | Code Insee | Gentilé            | Superficie (km2) | Population (dernière pop. légale) | Densité (hab./km2) |
| -------------------------- | ---------- | ------------------ | ---------------- | --------------------------------- | ------------------ |
| Ville-en-Tardenois (siège) | 51624      | Tardenevilliens    | 11,20            | 654 (2014)                        | 58                 |
| Anthenay                   | 51012      |                    | 6,64             | 73 (2014)                         | 11                 |
| Aougny                     | 51013      | Augustiniens       | 7,47             | 104 (2014)                        | 14                 |
| Baslieux-sous-Châtillon    | 51038      | Baslieutains       | 5,88             | 184 (2014)                        | 31                 |
| Belval-sous-Châtillon      | 51048      | Belvatiers         | 7,15             | 165 (2014)                        | 23                 |
| Bligny                     | 51069      |                    | 2,59             | 124 (2014)                        | 48                 |
| Brouillet                  | 51089      | Brouilletois       | 4,58             | 83 (2014)                         | 18                 |
| Chambrecy                  | 51111      |                    | 6,12             | 142 (2014)                        | 23                 |
| Champlat-et-Boujacourt     | 51120      |                    | 6,36             | 166 (2014)                        | 26                 |
| Châtillon-sur-Marne        | 51136      | Chatillonnais      | 11,69            | 710 (2014)                        | 61                 |
| Chaumuzy                   | 51140      | Chaumuziens        | 19,94            | 391 (2014)                        | 20                 |
| Cuchery                    | 51199      | Cucheriats         | 7,03             | 415 (2014)                        | 59                 |
| Cuisles                    | 51201      |                    | 2,77             | 142 (2014)                        | 51                 |
| Jonquery                   | 51309      |                    | 4,34             | 118 (2014)                        | 27                 |
| Lagery                     | 51314      | Lagerois           | 9,34             | 202 (2014)                        | 22                 |
| Lhéry                      | 51321      |                    | 6,08             | 79 (2014)                         | 13                 |
| Marfaux                    | 51348      | Marfautiots        | 6,75             | 142 (2014)                        | 21                 |
| La Neuville-aux-Larris     | 51398      | Neuvillats         | 1,64             | 160 (2014)                        | 98                 |
| Olizy                      | 51414      | Oliziens           | 4,57             | 162 (2014)                        | 35                 |
| Passy-Grigny               | 51425      | Passiats-Grigniats | 11,99            | 379 (2014)                        | 32                 |
| Poilly                     | 51437      | Poillotins         | 4,45             | 92 (2014)                         | 21                 |
| Pourcy                     | 51445      | Pourciens          | 8,35             | 165 (2014)                        | 20                 |
| Romigny                    | 51466      | Rominaciens        | 11,35            | 209 (2014)                        | 18                 |
| Sarcy                      | 51523      | Sarcéens           | 6,90             | 240 (2014)                        | 35                 |
| Tramery                    | 51577      |                    | 3,56             | 150 (2014)                        | 42                 |
| Vandières                  | 51592      | Vandiérois         | 13,20            | 319 (2014)                        | 24                 |

## Administration

### Siège
Le siège de l'intercommunalité est à la Ville en Tardenois, 9, rue des 4 Vents.

### Élus
La Communauté d'agglomération est administrée par son Conseil communautaire, composé conseillers communautaires, qui sont des conseillers municipaux  représentant chaque commune membre.

### Liste des présidents
| Période                                  | Période       | Identité      | Étiquette | Qualité                                                                    |
| ---------------------------------------- | ------------- | ------------- | --------- | -------------------------------------------------------------------------- |
| Les données manquantes sont à compléter. |               |               |           |                                                                            |
| avril 2014                               | décembre 2016 | Bruno Cochemé |           | Maire de Romigny (1989 →) Président de la CC Ardre et Tardenois (? → 2013) |

## Compétences
La création de la CC Ardre et Châtillonnais a induit le transfert de l’intégralité des compétences exercées par les communautés de communes qui fusionnent, sur l’ensemble de son périmètre. Au 1er janvier 2014, la CC Ardre et Châtillonnais pouvait exercer ses compétences dans les domaines suivants :
- Aménagement de l'espace
- Développement économique
- Environnement
- Logement
- Action sociale
- Actions scolaires et périscolaires
- Patrimoine
- Actions foncières
- Équipements culturels, sportifs et d'enseignement
- Voirie

### Régime fiscal et budget
Le régime fiscal de la Communauté de communes est celui de la fiscalité  additionnelle aux impôts locaux perçus par les communes.